# 武士道

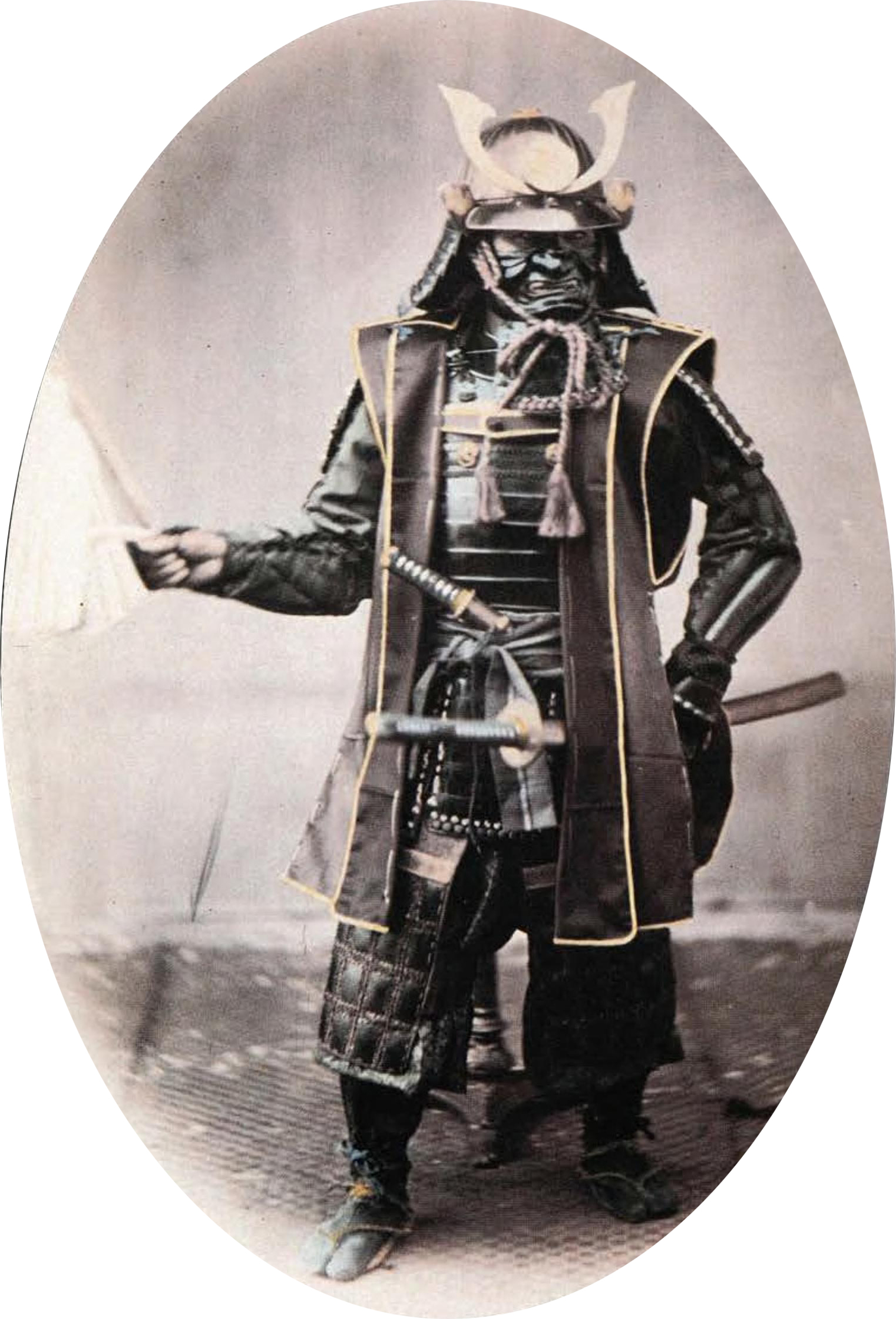
全副盔甲的日本武士，1860年摄

武士道，或者武士道精神，是日本封建社会中武士阶层（称作侍，日文：／ Samurai；也有稍微古老的说法武士，日文：／ Bushi）的道德规范以及哲学。如同欧洲中世纪出现的騎士精神，武士道是基于一些美德如义、勇、仁、礼、诚、名誉、忠义、克己。只有通过履行这些美德，一个武士才能够保持其荣誉，丧失了荣誉的武士不得不进行切腹（日文：／ Seppuku，或 Harakiri）自杀。新渡戶稻造认为，对武士来说，最重要的是背负责任和完成责任，死亡不过是尽责任的一种手段而已，倒在其次。如果没有完成责任所规定的事务，所受的懲罰比死还可怕。认为切腹是武士唯一谢罪的方法的观点是错误的。浪人指的是武士畏罪逃亡或效忠的君主或國家滅亡卻不隨之而亡的人。
1869年，明治政府通过版籍奉还废除幕府时的身份制度，宣布四民平等，废除封建俸禄，武士阶层解体。1871年制定戶籍法为废除等级制着手简化阶层成分，宫廷贵族和大名被指定为华族，武士被指定为士族或卒族，其余者划为平民。明治维新后，武士阶层占据了新政府和地方行政的大部分官职。武士和武士制度虽然消亡，但是武士精神作为一种思想范式和日本美的符号深深植根于国民性格之中，化为纵贯列岛的“国风”，并对后来日本的政治、军事和社会生活产生了举足轻重的影响。天皇制、日本神道、武士道三位一体，构成了日本政治文化传统的基本要素。

## 武士道的起源
日本武士是日本身份制度下的士族阶层，最早的武士是在大化改新之后，作为封建贵族庄园的护从而出现的。后来武士不断壮大，开始介入政治。它本身分化出将军、大名、家臣、足轻、乡士等20多个等级，成为日本政治舞台上举足轻重的势力。早期武士其实是僱傭兵，在战国时代是下剋上时代，武士道真正完成于德川幕府時代，来源于神道教、佛教。从神道教中，武士道得到了忠于主君，尊敬祖先；从佛教的日本禅宗得到了專注、平静、沉着、不畏死；从儒学中得到了五倫：“君臣、父子、夫妇、长幼、朋友”。武士道是日本神道教的主要内容。它原是日本封建武士的道德规范。经过十二世纪晚期的发展，武士道在16世纪成为成文的准则。
武士道主要可以分为三个阶段：
江户时代之前，江户时代，和明治维新之后。
1. 江户时代之前：主要崇尚個人榮耀與家族名譽，講究個人實力，不尚下對上的忠誠，也就是流行以下剋上，提昇個人與家族的政治威望，典型代表是平清盛、足利尊氏、明智光秀。
2. 江户时代：幕府為了安定社會，制定諸多武家法規，本份，得主尽忠，忠于主君，不顾身家，报恩，克己，面对逆境而不动摇，以內在的修行，穩定武士階級的倫常，外在上也以嚴格取締的方式約束對上不敬的行為，把社會帶向和平穩定的方向，代表人物是山鹿素行和吉田松蔭，這些武家法規，就形成了現在所謂的武士道，這使得武士有了恆常效忠對象。
3. 明治时代之后：因實行四民平等、廢刀令，使武士的地位被削弱，但而後隨著軍國主義的發展，武士道再度被提倡，並被強調成對天皇的徹底服從與勇武。

1868年日本明治维新后，日本转变为近代资本主义社会。武士道发展转化为近代军人精神伦理和扩展为国民普遍道德及行动准则的武士道，更成为日本军国主义的最重要的精神支柱。明治政府以赎买方式废除取消了武士身份等级及财产特权，武士阶层随之瓦解。1878年，陆军卿山县有朋以陆军省（相当于部）名义发布的《军人训诫》，就要求军人必须把天皇当作“神”来崇拜，向军队灌输绝对尊崇天皇的思想；还特别提倡“武士道”精神，宣扬军人精神的三大根本在于“忠诚”、“勇敢”、“服从”的武士道精神。1881年建立了宪兵制度，1882年又以天皇名义发布《軍人勅諭》，再度重申军人应绝对遵守“武士道”的“忠节”、“武勇”、“礼仪”、“侠义”、“质素”等，把武士道进一步发展为近代军人的信条。
1890年更颁布强调“和魂”的《教育敕语》，本着“以儒教为根本”的原则，倡导全日本国民均“应义勇奉公，以辅仁天壤无穷之皇运”，以为天皇之“忠良臣民”，武士道全民化确立了明治时代的武士道，皇国臣民化构筑了“一君万民”体制，把国民道德规范总结为“孝悌忠信”与“共同爱国”两大纲目。臣民对于天皇的“忠诚”赋予“爱国”的意义，使武士道精神披上“爱国主义”的躯壳，体现出近代国家意识。于是武士道成为近代日本教育方针的灵魂。建构起以武士道精神、国家主义为核心，以忠君爱国为内容的近代国民道德。一是以忠孝为本，尊崇五伦五常等儒家伦理纲常。《教育敕语》要求臣民“克忠克孝”，并与“皇祖皇宗”的“肇国宏远”相联系，称其为近代日本“国体之精华”，“教育之渊源”。宣传家族国家观，奉天皇为最高家长。在五伦五常方面，《教育敕语》亦要求臣民“孝父母，友兄弟，夫妇相和，朋友相信”等。二是倡文武两道，但以武为先，强调“尚武精神”。
明治时代的武士道是以“忠君爱国”为核心的。武士道从幕府时代效忠各自主君，转而强调全体日本人只效忠天皇个人。同时打破重义轻利的武士道传统观念，提出“士魂商才”方针。“士魂”，即武士之魂、武士精神，其核心就是“忠君爱国”观念；“商才”，即经商之才。1911年，明治政府在全面修订的修身教科书中明确形成了家庭国家观。修身教科书明确指出整个日本社会是一大家庭，而皇室是宗家，对双亲的孝和对天皇的忠是紧密一致的。
福泽谕吉强调维持士风是万世不变的要义。新渡户稻造呈给明治天皇的『上英文武士道论书』中认为“武士道兴于兹，辅佐鸿谟，宣扬国风，使众庶皆归忠臣爱国之德。”新渡戶认为孔子的教诲是武士道最丰富的源泉。武士道对男性和女性要求稍微不同。对于女性而言，武士道意味着守卫自己的贞操（当作为武士的女儿时），教育子女，支持丈夫及维系家庭等。战后，日本银行在1984年更改纸币上的图案设计，采用福泽谕吉像为一万日圆，新渡户稻造像为五千日圆，夏目漱石像为一千日圆的图样。而此三人对武士道都表示积极的赞赏，三人的看法虽说一致也存在着微妙的差异，但也表示明治时期的日本人，相当受武士道的影响。

## 武士道的经典

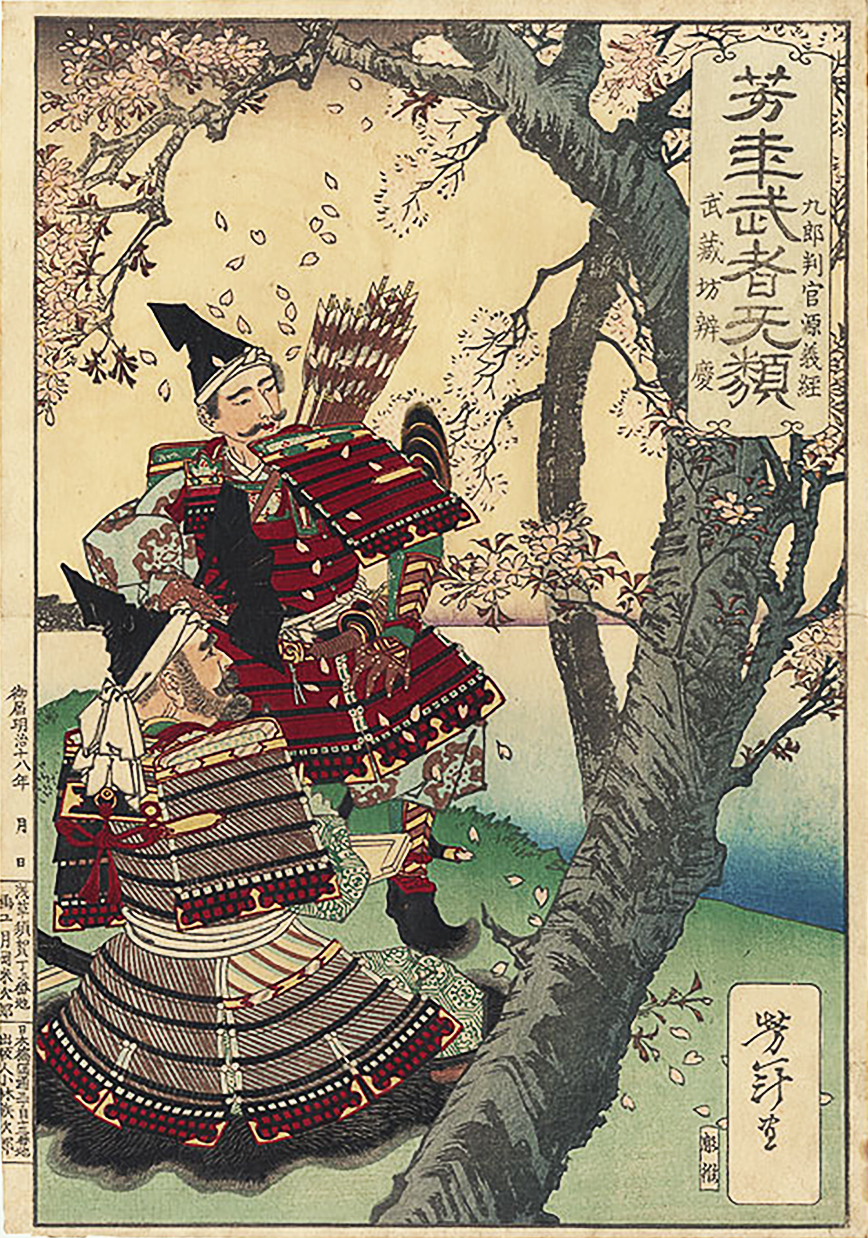
日本武士与樱花

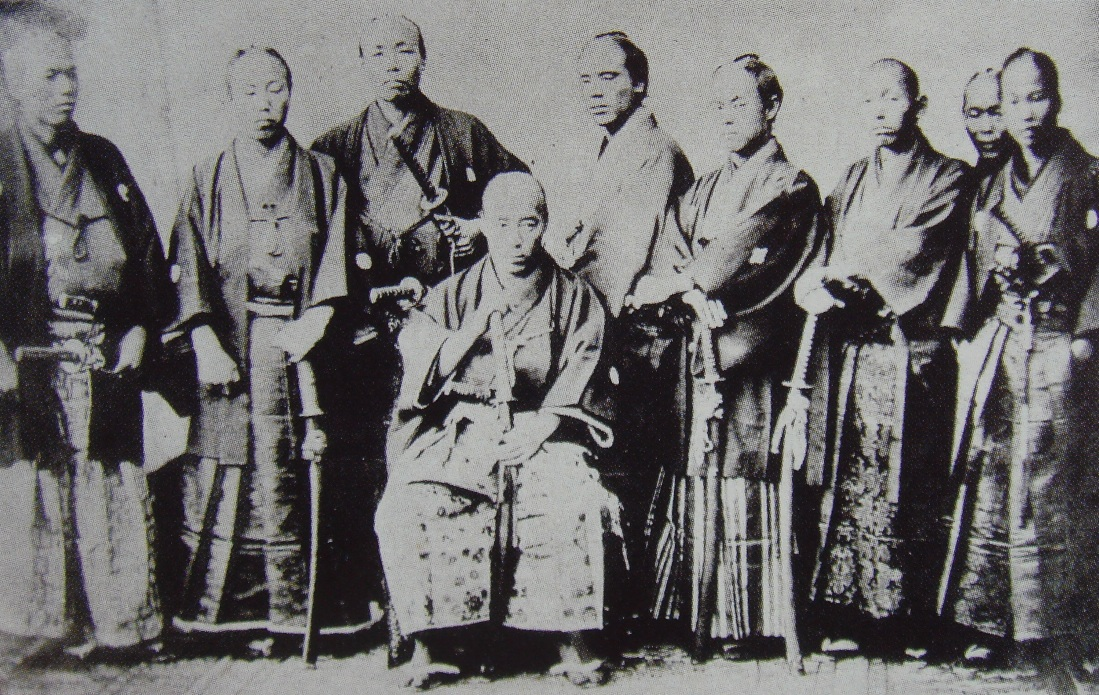
近代日本武士

日本武士道的古典称为“叶隐”。《叶隐闻书》是江户时代的佐贺藩（肥前锅岛藩）所传诵的武士道修养书，是一部「武士论语」，所以又称《叶隐论语》或《叶隐论语摘抄》。「叶隐」一词的由来，缘于西行上人诗句。西行诗曰：「隐于叶下，花儿苟延不败，终遇知音，欣然花落有期。」“叶隐”就如树木的叶荫，在人家看不见的地方为主君“舍身奉公”之意。而作者山本常朝的俳号即为“辞浮世何处洗尘的山樱”。该书开宗明义：「武士道者，死之谓也。」武士道者寻觅通向死亡之路，“每朝每夕，念念悟死，则成‘常住死身’，于武道乃得自由”。同时强调崇奉先祖，以先祖的教训为指南，并专注于国学传统。该书前言以四大誓言结尾：
- 奉武士道者绝不迟疑
- 应为主君所用
- 孝亲
- 大慈大悲，方可为人

在江户初年，由朱舜水的学生、古学派的始祖山鹿素行汲取了中国儒家思想的养份，对日本的武士道精神，进行了全面的阐述。山鹿素行在《圣教要录》中批判当时流行的朱子学者对儒家经典的解释，提出了“古学”，主张儒教本来的精神，应当直接向古代圣人学习其道。他认为武士道的最高准则是“杀身成仁”、“舍生取义”。山鹿素行将日本称为“中朝”或“中华”，主张日本天皇“可至万世而为君”，“神神相生、圣皇连绵”，“与天地无穷”以便维护万世一系的“国体”。著有《武教全书》、《武家事记》、《兵法问答》等书，在日本被称为“国人道德的权威，武士道精神的真谛”。山鹿素行认为武士的职分就在于辅助君主统治农工商三民：“士不可不备文武之德知。然则形为剑戟弓马之用，内务君臣朋友父子兄弟夫妇之道，文道为心，武备调外，三民自然以是为师，以是为贵，从其教而知其本末。”山鹿流兵学适应江户时代的武士从战斗者转变为政治支配者的需要，细致阐述幕藩制度下的武士应有的行动伦理，提出了影响深远的武士道论。
儒学家中江藤树和贝原益轩用儒家的知识和理论将武士基于经验形成的文武两道观改造成武家用以治国安邦的政治理论，形成文武合一论，特别是他们以儒家的仁义之道作为武士的行为规范和安身立命的基础。中江藤树在所著《文武问答》中，系统地论述了儒家伦理与日本武道的关系，并以儒家理论为指导，将武士传统的文武两道观发展为系统的文武合一论。贝原益轩的《武训》主张文武一途，以此来强调文道的重要作用，“文中有武，武中有文，犹如阴阳互为其根，故无文之武非真正之武”。“以文悯人抚民乃仁也，以武制敌静乱乃义也。文武二道，如车之两轮，鸟之两翼，缺一则难以修身治国平天下；故仁义为道之本，体也，文武乃行仁义之用也。仁义之道之外无文武，文武之外无法治无兵术。”强调武士如不以仁义为本，在战场上就不可能为主君行忠义、舍命死节，如此何谈武道。斋藤拙堂著的《士道要论》提出文武平行论，武士为四民之首，上侍奉主君，下管理百姓，“国以士立，士以气立”，因此武士的风尚、风气如何，关系到国家的盛衰。士风健康的标志，在于武士以礼义廉耻为宗旨。藤田东湖作《弘道馆记述义》认为文武两道是日本的神圣建国之道，朝廷代表“文”，幕府代表“武”，这样，文武合一论就为水户学的尊皇论和公武合体论提供了思想基础。
江户末期的吉田松阴提倡尊奉天皇的武士道，极力主张武士的根本责任之一是尊王攘夷：“今之士名为武士，其本职在于平祸乱、攘夷贼。”松阴论述了废除幕藩制、将权力从武家政权‘复古’为天皇政权的正当性。吉田松阴发展了会泽正志斋的国体思想。认为在中国，‘杰出于亿兆’的人物才能当皇帝，如果并非如此优秀的人占据皇位，可以夺取其王位（易姓革命）。与此相对，在日本能否成为天皇由血统决定，血统之外的人不能觊觎天皇之位。但是，日本对将军职位的态度与中国对皇帝一样，不称职的人就任于将军位置上时，可以废去其职务。不过，这不是谁都可以随便决定的，只有奉天皇的命令才可以这样做。他认为儒学首先是一种军队教育的手段。水户学的国体论经、吉田松阴的国体论、教育敕语的国体论、直到明治末期的家庭国家观，最终形成了日本官方的国家主义。

## 主要内容

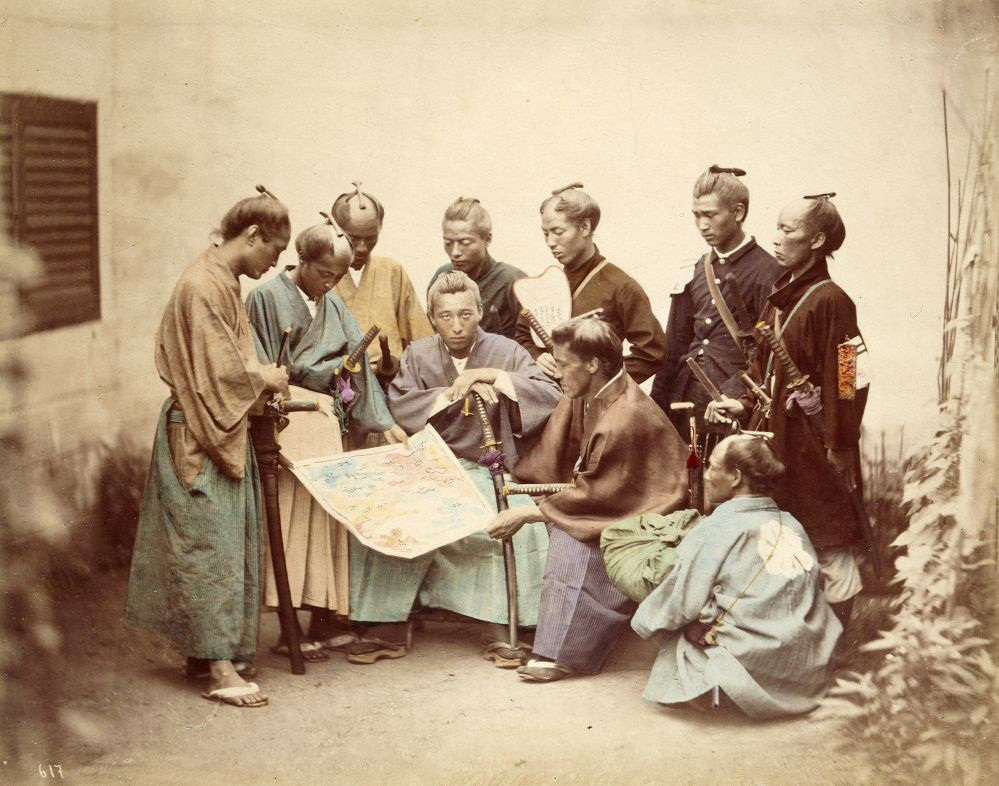
日本武士

武士道的本义，如日本战前教育敕语所教谕，以“义勇奉公”为最高原则。武士道重视的是君臣戒律，“君不君”（君暴虐无道）也不可“臣不臣”（臣不尽臣道），尽忠是绝对的价值。贞永元年（1232）颁布的作为武士基本法典的《御成败式目》（即《贞永式目》），主旨在于规定“仆忠主、子孝父、妻从夫”，其中最重要的是对主君的忠诚。武士道论者认为，儒家的“士道论”乃在粉饰贪生怕死的私心，慎于人伦而注重主君的道德如何，才选择生死，则面对死却不干脆去死。唯有纯粹彻底的觉悟死，才是武士道强人之处。近现代武士道的精神支柱是“大和魂”。武士道的要求最主要有几个方面：义、勇、仁、礼、诚、名誉、忠义。 
- 义  武士准则中最严格的教诲，要求武士必须遵守义理和道德。
- 勇  武士具备敢作敢为、坚忍不拔的精神，同时要有高强的武艺。
- 仁  武士要具有宽容、爱心、同情、怜悯的美德。
- 礼  不仅仅是风度，更是对他人的情感和关怀的外在表现。
- 诚  要求武士保持诚实，同时要摆脱来自诸如商人阶层之类的诱惑。
- 名  要求武士为了名誉而愿意付出一切，又要具有分清是非保持忍耐和坚忍的品行。
- 忠  忠于自己的主人是武士必须恪守的信条。
- 克  要求武士克制自己的私欲，不能被欲望左右信念，這樣才能侍奉君主，保護領國領民。

### 武士道的礼

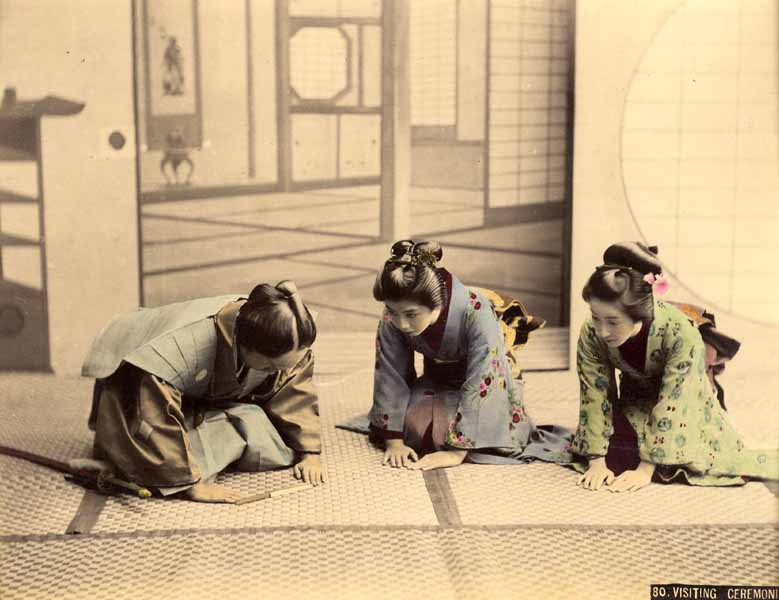
武士的敬礼

武士社会尊重礼仪，不光是社会阶层秩序的尊从，更进一步说“礼仪端正”，才是武士强人一等的表现。武士道要求武士具有勇猛坚毅、视死如归、忠诚仁爱的精神，养成重视礼仪修养，勤俭寡欲的习气。礼节被上升到等级制度的高度《家康遗训》就有对于等级制度礼节的规定，如第四十五条写道“平民对武士失礼，武士可杀之”。幕府颁布针对大名的《武家诸法度》和针对嫡系家臣武士"旗本"、"御家人"的《诸士法度》中明文规定："奖励文武忠孝，以正礼仪"或"励忠孝，正礼法"。日本最著名的禮法流派是小笠原派。其創始人小笠原清務說：「所有禮法的目的都是為了陶冶精神。心靜即能打消凶惡暴漢動粗念頭，指的就是這等的心意磨鍊。」镰仓武士小笠原贞宗据禅苑清规之内容，制定了日本历史上第一部武家礼法《六波罗殿御家训》。
明治维新以后，以小笠原流为代表的武家礼法对国民普及作法教育。昭和13年（1938），日本文部省成立「作法教授要項調査委員会」，当时礼法的最高权威、《日常礼法心得》的作者、贵族院议员、侯爵德川义亲任调查委员长。不久文部省颁布《昭和国民礼法要项》，在学校贯彻实施，标志武士道礼法成为日本全体国民修身教育的一部分。日本国民礼法对姿态、最敬礼、参拜礼、敬礼、问候、言语、起居、递交、包结、服装、皇室礼法、家庭生活礼法、社会生活礼法进行了规定，是明治维新以来日本礼仪的概括，至今仍为典范。昭和42年（1967年）3月29日，文部省发出声明，指所有高等学校都能于正规体育课程中教授弓道。

## 武士的教育与训练

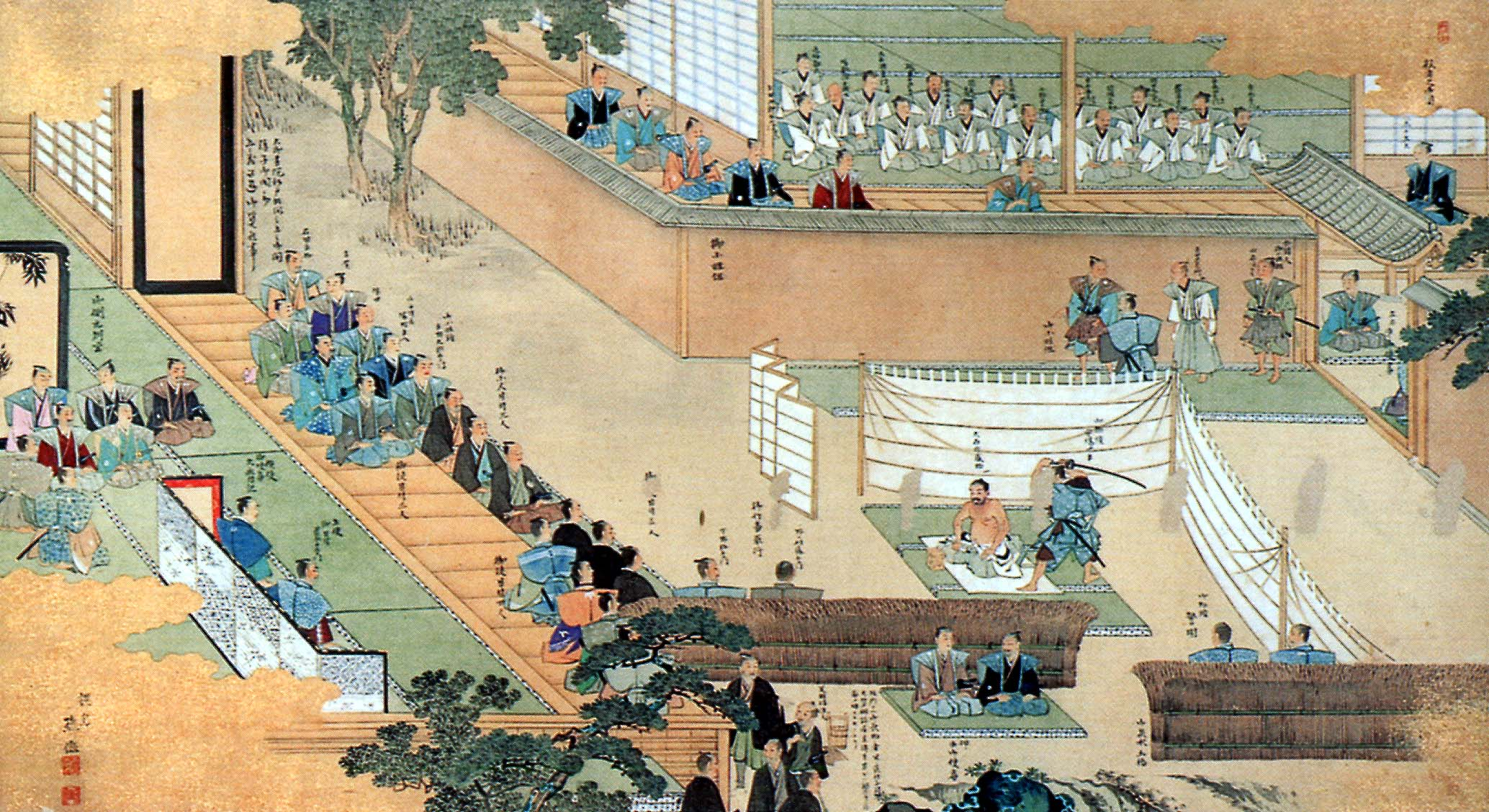
大石内藏助良雄切腹

在武士道的训练中主要的学科有剑道、弓道、柔道、相撲、骑术、枪术、战略战术等，这些都进而演化为日本的传统文化。与佛教一道传入日本的诗文、绘画、音律、服饰、饮食、瓷器等作为禅宗文化的外在表现，也为当时武士阶级提供了修养品格的锻炼。音乐和文学的修养被鼓励用来培养武士的温文尔雅之风。武士阶层具有代表性的作品主要是军纪、战记文学。如诗书《吾妻镜》、军记《平家物语》等。華道、茶道、将棋、邦乐、香道、书道、文学等等这些，都是武士修身养性的手段，培养一种不骄不躁、谦逊雅致的心境。
遵守武士道的武士腰间经常佩戴武士刀，以象征勇武。武士刀是一种狭长而锋利的冷兵器。新渡戶认为，武士刀必须由优秀的工匠锻造，只有这种工匠锻造出的刀，再经过武士使用，才能称作武士刀。江户时代，切腹在刑法和礼法上成为一种制度。切腹是一种严肃而庄重的行为，只有上层武士，才有资格被赐予切腹之刑，一般百姓不许处以这种刑罚。
新渡户稻造写的《武士道》一书中这样论断切腹的含义：“打开灵魂之窗请君看，是红还是黑，请君自公断。”
- 居合道
- 弓道
- 柔道
- 相撲

## 相關著作
明治维新之后，1899年12月，新渡戶稻造用英文著书《武士道－日本人的精神》向西方介绍武士道精神，是第一本有系統地闡述武士道的著作，這本書在1908年出版了新渡戶友人櫻井鷗村執筆的第一個日本語譯本，翻譯過程得到英語原著者的協力，新渡戶身後，生前的學生矢內原忠雄依據英語原文，參考舊譯、配合日本國情重新編譯，1938年岩波書店列岩波文庫青118種出版，長銷至今，影響很大。
其他日譯者有奈良本辰也、岬龍一郎、山本博文、須知德平、佐藤全弘等。
台灣的蘇癸珍、管仁健、林水福諸譯本和中國北京商務印書館的張俊彥譯本都以矢內原日譯本為主要依據。2003年中華民國前總統李登輝在日本小學館出的、重新論述新渡戶之作的日本語著書『「武士道」解題－ノーブレス・オブリージュとは （页面存档备份，存于）』（2004年蕭志強中譯《「武士道」解題－做人的根本》）裡的引文也是矢內原譯。

## 外部連結
- 櫻井鴎村日本語譯本（日語）
- http://www.amazon.co.jp/%E3%80%8C%E6%AD%A6%E5%A3%AB%E9%81%93%E3%80%8D%E8%A7%A3%E9%A1%8C%E2%80%95%E3%83%8E%E3%83%BC%E3%83%96%E3%83%AC%E3%82%B9%E3%83%BB%E3%82%AA%E3%83%96%E3%83%AA%E3%83%BC%E3%82%B8%E3%83%A5%E3%81%A8%E3%81%AF-%E6%9D%8E-%E7%99%BB%E8%BC%9D/dp/4093873704 （页面存档备份，存于）（日語）
- Oleg Benesch. Inventing the Way of the Samurai: Nationalism, Internationalism, and Bushido in Modern Japan. （页面存档备份，存于） Oxford: Oxford University Press, 2014.（英文）